# Der Gascogner
Der Gascogner ist eine Operette in 3 Akten des Komponisten Franz von Suppè. Das Libretto stammt von Camillo Walzel (unter seinem Pseudonym F. Zell) und Richard Genée. Die Uraufführung fand am 22. März 1881 im Carltheater, Wien statt.
Das Textbuch wurde nach dem Roman Das Teufelsschloss des französischen Romanciers und „Erfinders“ des Fortsetzungsromans in Tageszeitungen Eugène Sue geschrieben. Als entsprechend trivial steht es in der Kritik.

## Handlung
Der englische Herzog von Monmeuth hält sich zusammen mit seiner Frau Mary auf der Insel Martinique verborgen, da er eine Verschwörung gegen seinen königlichen Onkel Jacob II. angezettelt hat. Das Paar hat seltsame Angewohnheiten, es tritt andauernd in verschiedenen Verkleidungen auf, ein Umstand, der neben anderen dem von ihnen bewohnten Schloss den Namen Teufelsschloss eingebracht hat. Zudem hat der Herzog Angst vor seiner Frau, da sie bereits drei Männer unter die Erde gebracht hat.
Polyphem von Croustillac, ein Edelmann und Prahlhans aus der Gascogne, trifft auf der Insel ein, hört von den seltsamen Geschichten und beschließt – ebenso seltsam – der 4. Gemahl von Mary zu werden. Cascarita, die Tochter eines Lotsen, hat sich in Croustillac verliebt und versucht vergebens, diesen von einem Besuch des Teufelsschlosses abzuhalten.
Der Herzog und die Herzogin vermuten in dem Gascogner zunächst einen Spion und versuchen, ihn mit allerlei inszeniertem Geisterspuk vom Schloss wieder zu vertreiben. Inzwischen erreichen englische Soldaten unter Oberst Rutler die Insel. Der Oberst hat den Aufenthaltsort des Herzogs herausgefunden und da er Croustillac für den Herzog hält, verhaftet er ihn. Die Herzogin bittet Croustillac, Rutler nicht aufzuklären, damit sie und der Herzog fliehen können. Aber Cascarita befreit Croustillac und Herzog und Herzogin kommen durch das Eintreffen eines französischen Gesandten frei. Zum Dank schenkt der Herzog Cascarita und Croustillac, die zum Paar werden, das nun vom „Teufelsspuk“ befreite Schloss.

## Musik
Von der Musik ist außer der Ouvertüre nichts mehr bekannt. Liest man die Aufzählung der einzelnen Nummern in Hans-Dieter Rosers Biographie, so könnte man zwischen den Zeilen entnehmen, Suppè habe sich diesmal von besonders vielen und berühmten Vorbildern inspirieren lassen, diese gar kopiert oder zitiert, sich zumindest aber an ihnen orientiert, so z. B. am Fliegenden Holländer, an Fra Diavolo und Martha sowie an Rossini und Donizetti. Otto Schneidereit, Suppès Biograph aus der ehemaligen DDR, nennt dessen Musik als eine, „die zum Interessantesten gehört, was er bis dahin geschaffen hat.“ Die zeitgenössische Kritik, welche die Musik zumeist positiv beurteilt, weist immer wieder auf die Opernhaftigkeit des Werkes hin. Eine davon meint, sie erweise sich als „eine im edleren Stil gehaltene romantische Oper, welche eben höheren künstlerischen Ansprüchen zu entsprechen strebt.“ Die Wiener Zeitung allerdings, immer schon besonders gehässig gegenüber Suppè, sprach von zwei gelungenen Nummern, ansonsten bezeichnete sie die Musik als „ausgesucht wie immer.“ Die Berliner hingegen lobten die Musik sehr und bezeichneten ihren Schöpfer als „beliebtesten Komponist der Gattung“ und in Hamburg gefiel das Stück gar noch mehr als der Boccaccio.
Ein Studium des Klavierauszuges ergab, dass das Werk populäre Musiktitel, welche einer erfolgreichen Operette zu Eigen sind, weniger anzubieten hat, was wohl den „höheren künstlerischen Ansprüchen“ geschuldet sein mag. Bezeichnend ist auch, dass mit einer Ausnahme kein Titel aus dieser Operette Eingang in eine Neubearbeitung gefunden hat, wie das bei so manch anderer in Vergessenheit geratenen Operette Suppès der Fall ist. Bei dieser Ausnahme handelt es sich um das Walzerlied der Mary, welches so etwas wie der Schlager der Operette geworden ist und sich teilweise im Titel Selig und mild aus der Neubearbeitung der Banditenstreiche wiederfindet.
Dennoch finden sich trotz der gelegentlichen auch von der Presse angemerkten Ernsthaftigkeit viele humoristische Titel in dieser Partitur – das bringt schon die Figur des Croustillac mit sich, der mit stoischer Überheblichkeit alle an ihn gerichteten Warnungen in den Wind schlägt und dadurch etwas von einem grotesken Don Quijote an sich hat, allerdings ohne dessen Tragik.
Neben dem bereits erwähnten Walzer haben noch einige andere Titel ihre Qualitäten, so etwa das Lied des Gouverneurs aus der Introduktion, die temperamentvolle Entree-Arie der Cascarita, die sehr schöne Romanze des Herzogs, die auch in der Ouvertüre vorkommt, oder die äußerst lustige Entree-Arie des Croustillac, in welcher er die Angeberei etwa eines Barinkay aus dem Zigeunerbaron bei Weitem in den Schatten stellt. Ein weiterer Höhepunkt dürfte das Duett im Plapperstil zwischen Croustillac und dem Herzog sein, von welchem H. D. Roser meint, dass es seinerzeit sicher alle Rossini-Fans im Publikum erfreut haben dürfte.